# Kürtüncü, Musabeyli
Kürtüncü là một xã thuộc huyện Musabeyli, tỉnh Kilis, Thổ Nhĩ Kỳ. Dân số thời điểm năm 2010 là 131 người.